# トニカクカワイイ
『トニカクカワイイ』（サブタイトル：FLY ME TO THE MOON）は、畑健二郎による日本の漫画。スタッフからは『トニカワ』と略されている。『週刊少年サンデー』（小学館）にて、2018年12号から連載中。2024年6月時点で累計発行部数は550万部を突破している。
恋愛を題材とした作品の多くが結ばれて終わりとなるのに対し、本作は恋愛成就をスタートにして、結婚してからの人生を2人で歩む、夫婦の愛情を描いている点が特徴である。同じ作者による『ハヤテのごとく!』の登場人物と同一人物または酷似したキャラが時折登場しているほか、単行本カバー裏には、『ハヤテのごとく!』の三千院ナギ、オルムズト・ナジャなどが登場するおまけ漫画が掲載されている。
2021年3月31日発売の『週刊少年サンデー』18号より新章の第2部に入っており、第2部開始から4週（単行本第16巻収録）にわたってヒロインである司の過去を描く特別編が掲載され、その期間はタイトルが『FLY ME TO THE MOON』、サブタイトルが『トニカクカワイイ』に入れ替わっていた。その後は通常のタイトルと、現代劇の続きに戻っている。

## あらすじ
成績優秀な主人公・由崎星空（以下、ナサ）は、高校受験を控えた大雪の日に偶然道端で出会った少女・月読司に一目惚れする。ナサが彼女に声をかけようと道路を横断した際、トラックに轢かれてしまう。司は自らの身を挺してナサを助け、名前も告げずに去っていこうとするが、彼女のその姿にかぐや姫を連想したナサは、事故で満身創痍の状態であるにも関わらず司を追いかけ、そのまま告白をする。司が「結婚してくれるなら付き合う」と返すと、ナサは即答で承諾する。その直後、ナサは気を失ってしまう。
その後病室で目を覚ましたナサは、リハビリと勉強に打ち込み、退院後に一浪で高校にトップ合格する。しかし、司のことが忘れられないナサは高校に行く気になれず入学を辞退し、いつかまた司に会えることを期待して、人と出会える機会の多い接客や配達のバイトに明け暮れる。やがて18歳になったある日、約束通り結婚するために司がナサの自宅を訪れる。ナサと司はその日のうちに結婚届を区役所に提出、本当の夫婦となった。
ナサと司は、ナサが元々住んでいたアパートにてそのまま夫婦としての生活を送っていたが、2人が住むには狭いため引っ越しを検討しはじめたとき、ナサが自分の両親に結婚の報告をしていなかったことに気がつく（新居の保証人になってもらおうとして思い出した）。ナサの母（叶香）は、自分たち両親と司を会わせないと保証人にならないと言って、ナサは司と共に半ば強制的に、両親が住む奈良へと向かわされる。だがナサの両親との面会を果たし東京の自宅に戻ると、自宅のアパートが落雷によって発生した火災により、ほぼ全焼していた。そのためナサと司は新たな家が見つかるまで、ナサの中学時代での同級生および後輩である有栖川姉妹の自宅にある離れに下宿することになる。有栖川姉妹に振り回されつつ、新しい夫婦の生活が始まる。
またナサは、中学時代の担任教師だった柳直子先生と再会。何度か柳先生と会ううちに、柳先生が結婚を決めたこと、ところが学校でやることになったICTの授業が全く手に負えず、結婚が延び延びになっていることを聞かされ、現在柳が教えている御伽女子高で、ナサはボランティアの講師をすることになった。ナサが担当することになった女子高生達は、自分たちと大して変わらない年齢である18歳にして既婚者であるナサと、その妻である司に興味津々。生徒達はナサの下宿先である有栖川家の銭湯にまでやってきて、さらなる騒動を引き起こす。
そんな中司は、自分とナサが初めて出会った時に交わしたときの話を、事故の大怪我の影響によりナサは半分しか覚えていないことに気がつき、さらに自分の長年の理解者だった月読時子が死去（病気による自然死）したことにより気落ちする。そしてナサが自分の正体を知ったら去って行くのではないかと恐れ、自分から別れを切り出す。だがナサは自分の思いの丈を司にぶつけ、ナサは司と初対面の時の、失われていた記憶を取り戻した。それは司が、かぐや姫が残した薬“蓬莱”を与えられた結果、不老不死になって約1400年を生きている人間だと自ら語ったこと、それを聞いてもナサは、それでも司と結婚したい、普通の人間に戻りたいという司の願いを叶えるためなら月にだって連れて行く、と言ったことだった。ふたりは互いの気持ちと絆を確認し、より絆を深くして下宿先の有栖川家に戻る。
その後、ナサ宛ての時子の遺書が届いた。そこにはナサに司のことを託す言葉などと共に、「プレゼント」として5次元データーストレージが封入されていた。その中には、司の不老不死の体質についての研究データがあったが、それを見たナサは、司の身体を元に戻す方法があるはずだと考える。

## 登場人物
声の項はテレビアニメ版の声優。

### 主要人物
由崎 星空（）
声 - 榎木淳弥、庄司宇芽香（子供時代）
本作の主人公。身長169.5cm（絶妙に170cmに届かない）。5月5日生まれのA型で星座は牡牛座。
司に一目惚れし、交通事故で大怪我を負いながらも司に交際を申し込んだところ、「結婚してくれるなら付き合ってあげる」と言われ、即承諾。だがその後ナサは意識を失って（実際には意識を失う前にさらに司と会話していたが、怪我のせいでその記憶を一時的に失った）そのまま入院。司と再会できないまま、高校にも行く気になれず、司に再会することを願って少しでも多くの人に接するよう接客業などのアルバイトに明け暮れていたが、18歳になったある日に司の来訪を受け、「とにかく可愛い」との理由だけで即座に婚姻届を提出して、お互いのことをよく知らないまま正式に夫婦となる。司からは「だんな様」もしくは「ナサくん」と呼ばれている。
渋谷区のアパートに一人暮らししながら色々なアルバイトを掛け持ちしていたが、司に再会したため接客業をやる必要がなくなり、その後は主に在宅でプログラミングなどの仕事をしている。その仕事の手を止めずに、TVのクイズ番組に出題された問題に即答できるなど、司などからは「どれだけマルチタスクなの」と思われている。また何かに熱中すると限界まで止まらなくなり、「ブレーキがぶっ壊れている」とも司に思われている。学生時代は成績がオール5で運動もできたが、仕事をデスクワークだけに変えてから外出が減り、かなり体力は衰えている。18巻で普通自動車免許を取得。
中学時代の担任教師であった柳直子からは、結婚したのなら高卒の資格を取って大学に行ったり就職したりするなど、将来的に安定する生活をすることを勧められたが、今は司との時間を大事にしたいと語っている。
性格と言動
性格はポジティブでコミュニケーション能力が高い。心の底から司のことが好きであり、司は宇宙一可愛いとの信念を持っている。また、司の服の匂いをこっそり嗅いだり、一緒に安いホテルへ泊まることを妄想したり、司の写真を大量に激写したりするなど年頃の男の子らしい一面もある。恋愛に対しては積極的ではあるが不慣れであり、司を抱きしめたりキスしたりするたびに赤面している。一方、結構自分の欲望に正直で、（嘘はつきたくなく、男らしくありたいため）司の学校制服姿や下着姿、着替えなどが見たいと司にはっきり言ったことが何度かあり、司には照れられながらもその場で、あるいは「そのうち」と応じられている。
得意不得意
「星空」と書いて「ナサ」と読む名前へのコンプレックスから、NASA（アメリカ航空宇宙局） よりすごい人間になろうとして勉強に打ち込んできた努力家で、全国模試の連続1位記録を持ち、どの教科も最高成績だった。「NASAより早く光速になる男」が口癖。LINEのプロフィール及びアイコン画像は、コンピュータ発明の父ジョン・フォン・ノイマンである。最終学歴は中卒だが、高校の教科書を見て「簡単」「この程度」と思うほどで、そのずば抜けた学力は周囲から認められている。
また、壊れていた古いパソコンや掃除機などを自分で修理したりエアコンの取り付け工事を自分で行えたりするほど、知識豊富で器用。さらに経営破綻状態だった有栖川家の銭湯を、経営改革から風呂釜、掃除道具などの改良・改造などを行って黒字に建て直したほどの経営ノウハウや技術力を持ち、要からは「トニー・ス●ークの生まれ変わり」と表現されている。
だがデリカシーや他人の恋愛感情などについて察しが悪く、映画やテレビなどをほとんど見なかったほか、音楽をまともに聴いたことがない、ゲームもほとんどやったことがないなど、一般常識を含め興味がないことに関してはとことん知識がない。例えば洗濯ネットの存在を知らなかったほか、栄養面とコストだけを考え毎日鍋しか食べていなかったりと、かなり人と感性がずれているところがある。そのため「勉強はできる子なのになぁ」と残念がられることも多い。
一方、貴重品類は貸金庫に、インターネットの重要データはクラウドに保存しているため「自宅が燃えても大丈夫」と豪語したほか、司と外出するときなどは下調べや事前準備に抜かりないなど、危機管理の対応能力は高い。
由崎 司（）
声 - 鬼頭明里
本作のヒロイン。身長154.0cm（小柄）。4月3日生まれの自称16歳。血液型はO型で、星座は牡羊座。恩人（1400年前当時の帝から、助言してもらった礼にと贈られたもので、司はその相手が帝だったとは知らない）から貰ったという鹿革のバレッタをずっと愛用している。
ナサが交通事故にあうところを身を挺して助けるが、そのまま姿を消す。しかしナサとの「結婚する」という約束に従い、約2年後になって突然ナサの前に再び現れ、そのまま結婚して夫婦となる。旧姓は「月読（つくよみ）」で、ナサと結婚し由崎となる。
ナサ曰く「宇宙一可愛い僕のお嫁さん」であり、その発言を彼の親に言ったと明かされた際には困惑し、恥ずかしがっていた。最初はナサから「司さん」と呼ばれるが、夫婦での呼び方を決めるときに「司ちゃん」に変わった。
出会ったばかりでいきなり告白してきたナサとなぜ結婚しようと思ったかは、「君が私を信じてくれたから、私も君を信じることにしたんだよ」とナサに語っており、またその後ナサのことをさらに知るにつれて「自分のことよりも人の心配ができる」「自分たちの思い出を大切にしてくれる」「突発的な困難に的確に対処できる」ところが好きだと思っている。また、ナサの寝顔などを見てよく「可愛い」とも思っている。
ナサの最初のアパートが火事にあい有栖川家に居候するようになってからは、有栖川家の銭湯の仕事をアルバイトとして手伝うようになる。
性格と言動
夫婦の愛情表現については、ナサに求められれば照れつつも応える。照れている時は、クールを装って誤魔化そうとすることも多い。一方で照れ屋のため、自分から愛情表現するのは苦手。
クールに装っているため他人にはその姿を見せようとしないが、けっこうさみしがり屋でヤキモチ焼き。ナサが女子校でボランティアの講師となることを知ったときには、自分に対するナサの愛情を疑ったわけではないが、自分よりも女子校生たちのほうが魅力的に見えていたらどうしようと心配し、ナサの生徒と出会ったり話を聞いたりするたび、女子高生より自分の方が好きだということを言動で証明するようナサに求めている。また一方で、甘えたがりな性格でもある。ナサがバイトで帰宅が未明になると、帰ってくるやいなや離れ離れになったさみしさから、ナサにハグやキスを求めていた。
趣味嗜好
テレビ・映画・アニメ・ゲームが好きという意外な一面を持っており、ナサの家にテレビがないことに激しく動揺していた。映画は超人気作からB級作品に至るまでシリーズ作品すべてを見ているなどこだわっているほか、古いゲームから新しいゲームまで色々と遊んでおり、やりこんでいるゲームについてはかなりの腕前である。同時に負けず嫌いで、挑発にすぐ乗ってしまうところがある。また、低反発の布団に興味を示したり、深夜のサービスエリアでテンションが上がるなど、好奇心旺盛でもある。
得意不得意
「材料さえあれば何でも作れる」「お寿司も握れます」と言い切り、実際土鍋で米が炊けるほど料理が得意。だが、ナサに買ってもらったスマートフォンの扱いに当初苦戦したり（ナサのもとにやって来たときには携帯電話の類いを持っていなかった）、電池が切れただけのレコーダーのリモコンを故障と思ってしまったりするなど、機械を扱うのが苦手（慣れれば人並みに扱える）。また寝付きが非常に良い一方でかなり寝相が悪いが、本人はそれを認めようとしない。
運動神経は良く体力もあり、刀を扱えるほか格闘技も得意で、熊や狼を素手で倒したこともあるという。
秘められた謎
過去に関しては謎めいて描かれていた。ナサの父である縁の所有する日本刀を扱えたり、縁の部屋にあった日本語の古文書をあっさり解読したりするなどの芸当を見せたほか、奈良の実家に行った際には、まるで平安時代に生きていたような言い方をしたほか、織田信長や徳川吉宗、平将門らに直接会っているかのような話し方をしている。また、日本史に非常に詳しい。時子の頼みで海外に人脈を作る際にも、戦後のアメリカ合衆国大統領を「アイク」と呼んで、親しく電話している。
さらに、物語冒頭のトラックに衝突しても無事だったことや、「私の体は…病気も怪我もしないから…」と発言していること、千歳に対して「お前と初めて会った時からずっと…私は16歳の、普通の小娘だぞ」とも言っていること、ナサと出会った時の事故から3年経過していても容姿・年齢が変化していないなど、当初から「秘められた謎」があることを垣間見せており、ナサも薄々ながら気づいていた。
不老不死
その正体は、かぐや姫が月へ帰る前に、帝に残した不老不死の薬“蓬莱”を与えられた結果不老不死になり、16歳の姿のまま約1400年を生きている人物。帝は家来の岩笠に、かぐや姫の不老不死の薬を処分するよう命じたが、その前に岩笠は不治の病に冒されていた自分の娘（当時の名は不明で、本人も忘れたという）に薬を与え、その結果回復し、不老不死になったのが司である。また司の血には他人を癒やす効果もあり、出会った直後大怪我をしていたナサに自分の血を少し与えて、回復させている。
司という名は、かつて出会った厩戸（聖徳太子）により「人の歴史を司る者」になってほしいとして与えられたもの。また第16巻では、頼まれて遣隋使に加わったとも語っている。その後も世界各地を巡っていたようで、少なくとも16世紀以前のアメリカ（アメリカがアメリカと呼ばれる以前）、18世紀のパリに行っていることが描かれており、複数の言語を扱える模様。
トースト
ナサと司が飼っている猫。
ナサの従兄弟、銀河のクラスメイトが拾った野良猫。クラスでも処置に困り、銀河がナサに相談したのがきっかけで由崎家で飼われることになる。茶色い背中に菱形の白い模様があるため司が命名。司のことは「おふとん係」、ナサの事は「ご飯運びマシーン」という下僕だと考えており、ふたりがいちゃついているとケンカしていると勘違いして機嫌を悪くする。

### 有栖川家
有栖川 要（）
声 - 芹澤優
ナサの中学時代の後輩であり、近所の銭湯「草津温泉風湯布院」の娘。活発で明るい妹。高1の15才。ナサに教えてもらって、実質的に自宅の銭湯の経営を行っている。学校では美術部に所属。
下ネタをよく口にするほか、家業の銭湯にてナサの入浴中にもかかわらず、よく堂々と男湯の清掃にやってきて平然としている。ナサと司の夫婦生活にも興味津々で、（特に夜の）ふたりが何をしているのかストレートにナサや司に聞いてくることも多いほか、ふたりの生活を時々のぞき見している。一方でしっかり者であり、「結婚とは相手に真心を尽くさなくてはならない」等、年上だが女心には疎いナサに大人びたアドバイスをする場面も多い。
ナサのことを「先輩」(31話からはセンパイ)と呼び、先述のように、よくナサのことを（特に下ネタ・夫婦関係などで）からかう一方、家業の銭湯経営を建て直してくれたナサを本気で尊敬・感謝しており、そのナサの命の恩人に当たる司にも感謝の言葉を告げている。また司のことを「つかっさん」と呼ぶようになる。
有栖川 綾（）
声 - 上坂すみれ
ナサの中学時代の同級生であり、近所の銭湯「草津温泉風湯布院」の娘。おっとりした美人の姉。学生時代の時からナサに好意を持っていたが（自分では隠していたつもりでナサには気づかれていなかったが、要などにはバレバレだった）、言い出せないままナサの結婚を知ることとなった。だが、ナサを祝福することを選ぶ。
YouTubeにゲーム実況動画チャンネルを作っているほどの極度のゲーマーで、「綾ピ」という名で有名なほどの人気ゲーム実況配信者。司とゲーム勝負したときは、司がやり込んでいた一方で自分は初めてのゲームでも、何度かやるうちに司と互角に戦えるようになるほどの天才的ゲーマー。司のことは、最初はナサの嫁として相応しいか疑っていたが、ゲーム勝負でお互い認め合う。以後司を「つかっちゃん」と呼ぶようになる。
学力は低く、平日でも学校をサボっていることが多いため落第の危機にある。
テレビ番組の影響を受けやすく、池の水を抜く番組を見て庭池に憧れを持つ。結局ナサに頼んで作ってもらったが、自身は配信を理由に全く手伝わないどころか、できて早々に水を抜いてしまおうと発言。ナサ、司、要を本気で呆れさせた。
有栖川姉妹の母
声 - 久川綾
銭湯「草津温泉風湯布院」の経営者。綾の失恋が「羽毛くらいに軽く感じられる」ほどのヘビーな経験をしているらしく、旦那を若い女に寝取られた上に駆け落ちされたとのこと。
要同様、ナサと司の夫婦生活について興味津々であり、要の下ネタ好きなどの性格はこの人物に由来していると思われている。
有栖川姉妹の父
銭湯「草津温泉風湯布院」の前経営者で、経営改善のため、ゆるキャラ作成などに尽くしていた。ある日会社の金を横領、ゆるキャラ担当の若い声優と駆け落ち同然で（母曰く「寝取られた」）姿をくらまし、家族を路頭に迷わせた張本人。以後、現在まで何をしているのか不明。
有栖川家には、古いパソコンやゲーム機、ソフトなどを大量に残しており、要などには「ガラクタ」と言われていたが、それらを見た司は「宝の山」と表現していたく気に入った。

### 司の関係者
鍵ノ寺 千歳（）
声 - 小原好美
月読時子の孫で、鍵ノ寺栞の娘。司を「姉様」と呼んで慕う14才の少女。ただし、司とは血がつながった妹ではなく、司はナサに「以前世話になった家の子」と紹介している。幼い時に司に命を助けられたことがある。
天然のツンデレで、司いわく学校では主に女子にモテモテとのこと。また素直すぎて、司の冗談をすぐ真に受けてしまう。
司のことを慕うあまり、ナサと司の結婚を認めていない。そのため、司がナサと彼の両親に会いに奈良に行った際には反対を押して尾行し、ナサの恋人として彼をテストしたが、彼に「愛を証明するために結婚したんだ」と言われ、納得したのか東京に帰っていった。だがその後も、何かとナサと司の様子を見に現れている。
シャーロット
声 - 大和田仁美
鍵ノ寺家のメイド。ややポンコツ。千歳の着替えを手伝おうとナチュラルに服を脱がせようとするなどから「天然でエロい」とアウロラに思われている。イチジクが好き。
アウロラ
声 - 長久友紀
鍵ノ寺家のメイド兼ドライバー。天然だがシャーロットよりは冷静な判断力を持つ。フォトショによる画像加工が得意。シャーロットとは、鍵ノ寺家の屋敷に同室の住み込みで働く仲。
月読 時子（）
声 - 平野文
司の身元保証人。ナサと司の婚姻届けの証人の一人で、当時81歳。住所は「港区虎ノ門1-28」で超一等地に住んでいる。女手一つで財を築いたという人物で、元文部科学大臣。資産家、実業家、元政治家、科学者などとして著名な人物。アメリカ人と結婚して一人娘の栞を生んだが、夫には早世されている。
飄々とした性格で、ナサとの初対面のときには自分と司の関係を隠しつつ、ナサの性格や司に対する愛情を試すようなことを行った。また司をからかうように、司の性格などについてナサに語っている。
戦争で孤児となっているときに司に拾われ、時子という名を与えられる。存命の人物の中では司のことをもっともよく理解しており、司の人間的性格を“ポンコツ”などと表現する一方で、他に人がいないときには司のことを「姉様」と呼び続けていた。司のために、人類を月に送るアポロ計画にもコンピューター技術者として関わった。司がナサと結婚する前に住んでいた部屋にあった月の石も、時子が司のために手に入れたもの。後に“結婚祝い”として、その月の石をナサに渡した。その後も、司のことをナサに託すような発言を行っている。
作中第145話にて、病気により死去したことが語られており（没日は7月20日）、もともと時子が所有していたキャンプ場の近くの、富士山が見える場所にある湖に、時子の遺言により「12月に司とナサのふたりで」散骨された。
鍵ノ寺 栞（）
ナサと司の婚姻届けの証人の一人で、当時44歳。月読時子のひとり娘で、千歳の母にあたる。第160話にて初登場した。栞という名は司がつけたもの。個展が開かれるほどの著名な日本画家。父親がアメリカ人のためハーフだが、見た目は純日本人風で和服を着こなし、品の良い関西弁をしゃべる。婚姻届けの文字は、女子高生のような丸文字である。住所は「港区南青山1-32」とこちらも超一等地である。

### ナサの関係者
由崎 縁（）
声 - 江原正士
ナサの父。星空（ナサ）という名前を思いついて息子につけた張本人。考古学者であり、元々は東京の国立大学で教鞭を執っていたが、「考古学の本場」で発掘などをやりたいと、ナサを置いて妻と共に東京から奈良に移住する。自分たち夫婦のことを、世間からズレているという自覚はあるが、結婚の報告に訪れた際に司に対して手をつきながらナサの命を助けてくれたことについて謝意を述べるなど、父親としては至って常識人。ナサのことも自分達には分不相応にできた息子であると思っている。
由崎 叶香（）
声 - 浅野真澄
ナサの母。本場の鹿が見たいといって、縁とともに奈良に移住する。ナサの結婚の報告を電話で聞き驚愕。その後、司を連れて自分たちのもとに来るよう半ば強制的に迫ったが、実際に司を目の前にした時には非常に緊張していた。
鬼丸 銀河（）
声 - 興津和幸
ナサの従弟。ナサより年下で、色々なことで助言をもらっているナサを尊敬している。学校では生徒会長をしているが、そのことを「組の頭」と表現するほかいちいち学校などについてヤクザの表現を使って話す。人相も悪いが、仁義に厚く根は純情な面がある。ただし恋愛関係は苦手で、刃の告白をあっさりスルーしてしまった。
百鬼 桜花（）
声 - 三上枝織
ナサの中学時代の級友。自宅は工具店をやっている。
女子だが性格はサバサバとしていて男っぽく、司の女子としての行動や結婚生活の話をナサから聞いて「女の子って奥が深いんだな」「私も、お嫁さん探すか」と考えるなど、感覚がズレている。
恋愛には興味はなく、鉄に好意を持たれているが全く気づいていない。
鉄（）
百鬼、ナサの知人で恐らく元級友。百鬼に好意を持っている。

### 御伽女子高
柳 直子（）
声 - 伊藤かな恵
ナサの中学時代の担任だった女教師。恋愛に縁遠かったが、同僚の谷口先生との結婚を決めるものの、仕事が忙しくて延び延びになっている。女子高に転任して、ナサにプログラミングの授業をしてもらうよう頼む。
26巻（第245話）で入籍したと早苗に報告している。
月光 輝夜（）
声 - 佐倉綾音
学校でも着物を着ており、マスクをしていることが多い謎の女生徒。クラスでは「姫様」などと呼ばれている。月に行くための軌道計算式を書けたり、お化け屋敷の仕掛け用に遠隔操作のロボットお化けや怪物を自作できたりするなど、ナサに匹敵する天才少女。一方で「栄養が取れればいい」とキュウリを生でかじって昼食にしたり、「暑いから」といって人中でも下着を脱ぎ捨てたりするなど、ナサ以上に非常識な合理主義者で生活能力も皆無。一方で、蛍が「音楽で暮らせたらいいかも」という考えに「素敵な夢」と語る一面もある。蛍にはいつも朝起こしてもらうなど面倒を見てもらっていることが多いが、授業もサボりがち。
司に対しては因縁があるような発言をしているが、司は覚えておらず、輝夜自身も過去に司と会ったことはないという発言をしており、詳細は不明。なお「輝夜」という名前の書き方は、作中で登場している（かつて司が不老不死になった原因である薬をもたらした）かぐや姫と同じ漢字の書き方である。
白銀 刃（）
声 - 長江里加
ツインテールのクラス委員。真面目な性格。動画研究部所属で役者担当。
銀河のことを片思いしている。一度告白はしているが、当の銀河が真面目に受け取らなかったため進展は無かった。
都 春（）
声 - 林鼓子
16歳。アダ名はミャーコ。実家は超資産家で、両親は他界しており祖母と二人暮らしをしている。学校では優等生だが、裏の顔としてラーメンの食べ歩きをしており、細かく分析してブログにアップしているインフルエンサーで、ラーメン評論家HALを名乗っている。激辛ラーメンを平然と食べられる程辛さに強い。
動画研究部所属で編集を担当。
宇佐 美潮（）
声 - 羊宮妃那
メガネっ娘で、髪をお団子にして上にまとめている。メガネを取って髪をほどくと、友人でも「だれ？」と思うほど外見が変わる。
動画研究部所属でカメラマン担当。
紅 蛍（）
声 - 松田彩音
将来は音楽関係の仕事につきたいと思っており、ヘッドホンを首に付けていることが多い。周囲には内緒でYouTubeに「謳ってみた」を投稿しているが、輝夜にはバレている。輝夜とは中学の入試のときに出会ってからの付き合いで、生活能力が皆無な輝夜の面倒を見ていることが多い。
彼氏がいるが、その相手が2次元キャラに夢中なのが不満。
犬養 葉加瀬（）
声 - 上田瞳
やや半開きの目が特徴。動画研究部所属で監督・脚本を担当。
二子玉 ジェシー（）
声 - 前田佳織里
ややギャル系の女生徒。父は練馬、母は上野の生粋の日本人。
動画研究部所属で衣装担当。
伊坂 早苗
声 - 諸星すみれ
柳の先輩にあたる女教師。ウェーブのかかった黒髪で、黒い服を着ている。
東宮（）
声 - 潘めぐみ
御伽女子高の女性校長。28歳で弟がいるらしい。ナサの非常に高い能力に目をつけ、特任教師に任命する。

### その他の人物
鏡 球馬（）
声 - 久野美咲
要の同級生。通称キューマちゃん。ナサとも知り合いで「由崎パイセン」と呼んでいる。超天然な性格をしており、初対面だった司にも距離感ゼロで、自分のペースで話し続けていた。要曰く「想像を超えたアホの子」であり、話を自ら脱線させたりすでに終わった話を掘り返したりしてなかなか話を進められない。
谷口（）
声 - 新井良平
柳直子先生の同僚の教師で柳に好意を持っているが気づかれていない。その後、柳を誘って舞浜の遊園地に一緒に行き、そこで告白して承諾され、婚約する。
トラック運転手
声 - 宮坂俊蔵
第1話で司に夢中だったナサを轢いてしまい、電話しようとするが、ナサに逃げられてしまった。その後は不明。
区役所職員
声 - 三宅健太
婚姻届けを提出したナサと司を祝福し、記念品の鉢植えをプレゼントした。
貴嶋（きじま）
声 - 井上麻里奈
ナサが住んでいたアパートの大家。ナサたちが両親のいる奈良へ結婚報告に行っている最中、落雷によりアパートは全焼してしまう。その後、建て替え工事で周囲の土地も買い上げバス完備の大きなアパートに新築。工事が終了し、入居可能になった旨をナサに連絡してきた。なおアニメでは1期時点で大家表記だったが、2期12話で名前が判明。
香坂 ひまり
ナサと同じ幼稚園だった少女。制服を着崩しているなどギャルっぽい雰囲気があるが、自ら「文学少女」と言うなど本好き。
幼稚園の時に父親が死去したためすぐ東京を離れ、以後ナサと接点はなかった。母親もおらず、早苗のもとで生活している。
7年前に母親が死んだ事故にて、ひまり自身は司に命を救われたが、その時に司は死んだと思っていた。だがアシモと共に行った東京タワーで、ナサと共にいた司と再会。司が7年前と全く同じ姿で平然と生きているのを見たため、司の正体を疑っている。
同じ高校の同級生であるアシモに好意を持っており、いつもからかっている。
本田 アシモ
ひまりの高校での同級生。非常に学業優秀だが、中学生の頃の全国成績は別の学校にいたナサにいつも及ばなかった。ナサが高校に進学しなかったため高校では全国1位を取れるようになったが、ナサのことは事故で亡くなったと聞いていた。ひまりと共に東京タワーに行ったところナサと再会。全国模試で1位を取ったら自分と交際してほしいとひまりに言うと同時に、ナサに勝負を申し込んだ。
名前はASIMOに由来する。

### 過去の人物
輝夜（）
1400年前に作中で実在したかぐや姫。蓬莱という不老不死の薬を帝に渡して月へと帰った。その正体は、地球外生命体が地球を調査するためにもたらしたもの。『竹取物語』は、後に司が語った話をもとに菅原道真が書いたという設定になっている。
帝（）
1400年前の帝。輝夜姫に惚れ込み、彼女に思いを伝えるための手紙の書き方を、偶然出会った当時の司に教えてもらった（この時互いに正体は明かしていない）。後にその礼として、司に鹿革のバレッタを贈っている。 輝夜を迎えに来た「月からの使者」を迎え撃とうと軍勢を揃えたが歯が立たずに輝夜を奪われ、蓬莱を使うことを拒否してこれを処分するよう岩笠に命じた。帝自身はその後の政変によって殺されている。
岩笠（）
司の実父で、帝に仕えていた人物。娘以外の家族は流行病によって失っている。輝夜が残した不老不死の薬“蓬莱”を、日本で一番高い山にて燃やすように命じられたが、その前に病に冒されていた娘に与えた。その結果帝の命によって処刑される。
翁、嫗（）
輝夜を育てた老夫婦。自分たちが寿命で死ぬ前に輝夜が幸せになることを願って見合いを勧めた。輝夜が月に戻る前、輝夜の力によって嫗は「八葉」という名の女の子を産んだとされる。

## 作中用語
草津温泉風湯布院
有栖川家で経営する銭湯。有栖川姉妹の母が経営者を務めるが、土地と建物の所有者は要となっている。経営の大半も要が行っているほか、よく掃除などの仕事もしている。司も有栖川家で居候するようになってから、アルバイトとして番頭や掃除などの仕事を手伝っている。
もともとは有栖川姉妹の祖父によって経営されていたが、祖父の死後経営状況が悪くなる。そこに前経営者である有栖川姉妹の父が「ゆるキャラ作成」など無謀な経営改革を行ってさらに状況が悪化。あげく父は資金を横領して姿をくらませたため経営破綻状態になるが、ナサの経営改革、技術指導によって黒字に転換し、経営が安定した状態となっている。
風呂釜は安価な薪でも非常に効率良く風呂が焚けるようにナサが改良を施した。さらにナサが作った掃除ロボットや自動風呂桶掃除機などまである。
京丸の隠れ屋敷
アポロ計画でも月に輝夜姫の痕跡が発見できず、失意にあった司が引きこもっていた屋敷。だがその間にマンガ、ゲーム、アニメなどの娯楽が爆発的に増え、司はそれらにはまっていった。屋敷にはそれら古いマンガなどが多数残されている。地下倉庫にある扉を抜けた先には、静御前など最期が歴史上不明となっている人物の墓標がある（遺骨があるかは不明）。
時子が周囲の土地を買い上げたが、元々は西暦645年くらいの時から司が引きこもりたくなったときに利用していたという。その場所まで行くには山中にある滝の裏に隠された抜け道を通る必要があり、さらに航空写真も偽造でごまかされ、詮索好きな人間のためダミーの屋敷が別に用意されているなど周到に秘匿されている。
ダミーの屋敷がある近くには、400年前までは存在すら知られていなかったが、1980年までは人が住んでいたと言われる里がある。この場所は秘境としてある程度知られており、葉加瀬たちナサの生徒が噂を聞いて探検にやって来た。

## 書誌情報
- 畑健二郎『トニカクカワイイ』 小学館〈少年サンデーコミックス〉、既刊32巻（2025年6月18日現在）
  1. 2018年5月18日発売[54]、ISBN 978-4-09-128263-7
  2. 2018年8月17日発売[55]、ISBN 978-4-09-128384-9
  3. 2018年10月18日発売[56]、ISBN 978-4-09-128557-7
  4. 2019年1月18日発売[57]、ISBN 978-4-09-128778-6
  5. 2019年3月18日発売[58]、ISBN 978-4-09-129087-8
  6. 2019年6月18日発売[59]、ISBN 978-4-09-129164-6
  7. 2019年8月16日発売[60]、ISBN 978-4-09-129315-2
  8. 2019年10月18日発売[61]、ISBN 978-4-09-129433-3
  9. 2020年1月17日発売[62]、ISBN 978-4-09-129544-6
  10. 2020年3月18日発売[63]、ISBN 978-4-09-129565-1
  11. 2020年5月18日発売[64]、ISBN 978-4-09-850070-3
  12. 2020年8月18日発売[65]、ISBN 978-4-09-850171-7
  13. 2020年10月16日発売[66]、ISBN 978-4-09-850269-1
  14. 2020年12月18日発売[67]、ISBN 978-4-09-850284-4
  15. 2021年4月16日発売[68]、ISBN 978-4-09-850396-4
  16. 2021年6月17日発売[69]、ISBN 978-4-09-850591-3
  17. 2021年8月18日発売[70]、ISBN 978-4-09-850641-5
  18. 2021年11月18日発売[71]、ISBN 978-4-09-850734-4
  19. 2022年2月18日発売[72]、ISBN 978-4-09-850871-6
  20. 2022年6月17日発売[73]、ISBN 978-4-09-851156-3
  21. 2022年9月15日発売[74]、ISBN 978-4-09-851263-8
  22. 2022年12月16日発売[75]、ISBN 978-4-09-851478-6
  23. 2023年3月16日発売[76]、ISBN 978-4-09-851770-1
  24. 2023年6月16日発売[77]、ISBN 978-4-09-852122-7
  25. 2023年9月15日発売[78]、ISBN 978-4-09-852841-7
  26. 2023年12月18日発売[79]、ISBN 978-4-09-853048-9
  27. 2024年3月18日発売[80]、ISBN 978-4-09-853176-9
  28. 2024年6月18日発売[3]、ISBN 978-4-09-853376-3
  29. 2024年9月18日発売[81]、ISBN 978-4-09-853572-9
  30. 2024年12月18日発売[82]、ISBN 978-4-09-853804-1
  31. 2025年3月18日発売[83]、ISBN 978-4-09-854020-4
  32. 2025年6月18日発売[84]、ISBN 978-4-09-854151-5
- 畑健二郎『トニカクカワイイ公式ファンブック 結婚金言集』 小学館〈少年サンデーコミックス〉、2020年12月18日発売[85]、ISBN 978-4-09-850341-4

## エピソード
- 本作の連載に先立って、作者の畑健二郎はプライベートでの自身の結婚をTwitter上で公表した（結婚相手は声優の浅野真澄で、テレビアニメ版にもナサの母役で出演）。
- 本作の第一話が掲載された週刊少年サンデー（2018年12号）では、作者の師匠である久米田康治による特別読み切り「新しい恥図」が掲載された。本作の新連載をネタにした短編漫画である。『UQ HOLDER!』が『UQ HOLDER! 〜魔法先生ネギま!2〜』に改題したのを踏まえ、本作『トニカクカワイイ』も将来的に『ハヤテ2 トニカクカワイイ』にタイトルが変更されるかもしれない、等『かってに改蔵』のキャラたちが本作をイジる内容となっている。
  - 週刊少年サンデー（2021年48号）では、久米田がサンデー同号より『シブヤニアファミリー』を連載開始した記念として、『トニカクカワイイ』第168話が「ハヤテのごとく！ 2」のサブタイトルで掲載されてほぼ全編に「ハヤテのごとく！」のキャラが登場し、畑と久米田のエピソードを語る内容となっている。
- 週刊少年サンデー掲載時の柱のあらすじは、毎回本編とは全く関係のない、アニメや映画などのパロディストーリーが展開されており、登場人物紹介でキャラクター達が、感想を述べたりツッコミを入れたりする、という体裁になっている。単行本第16巻より再録されている。

## アニメ
第1期は、2020年10月から12月までTOKYO MXほかにて放送された。
2021年11月には、第2期および新作エピソードの製作が発表され、新作エピソード『トニカクカワイイ 〜制服〜』は2022年11月22日に配信。第2期は2023年4月から6月までTOKYO MXほかにて放送された。同年7月から、新作エピソード『トニカクカワイイ 女子高編』が配信、放送された。

### スタッフ
|                               | 第1期                        | 第2期                        | 女子高編                     |
| ----------------------------- | ---------------------------- | ---------------------------- | ---------------------------- |
| 原作                          | 畑健二郎                     | 畑健二郎                     | 畑健二郎                     |
| 監督                          | 博史池畠                     | 博史池畠                     | 博史池畠                     |
| シリーズ構成                  | 兵頭一歩                     | 兵頭一歩                     | 兵頭一歩                     |
| キャラクターデザイン          | 佐々木政勝                   | 佐々木政勝                   | 佐々木政勝                   |
| プロップデザイン              | 岩畑剛一                     | 岩畑剛一                     | 岩畑剛一                     |
| プロップデザイン              | N/A                          | 鈴木典孝                     | 鈴木典孝                     |
| 色彩設計                      | 歌川律子                     | 歌川律子                     | 歌川律子                     |
| 美術監督                      | 渋谷幸弘                     | 渋谷幸弘                     | 渋谷幸弘                     |
| 美術設定                      | 益田賢治                     | 益田賢治                     | 益田賢治                     |
| 美術設定                      | N/A                          | 中島美佳                     | 中島美佳                     |
| 撮影監督                      | 大島由貴                     | 芹澤陽香                     | 芹澤陽香                     |
| 3DCG監督                      | 大見有正                     | 山崎宏平                     | 山崎宏平                     |
| 特殊効果                      | 福田直征                     | 福田直征                     | 福田直征                     |
| 編集                          | 関一彦                       | 関一彦                       | 関一彦                       |
| 音響監督                      | 本山哲                       | 本山哲                       | 本山哲                       |
| 音楽                          | エンドウ.                    | エンドウ.                    | エンドウ.                    |
| プロデューサー                | 松田章男、臼井久人、近藤秀峰 | 松田章男、臼井久人、近藤秀峰 | 松田章男、臼井久人、近藤秀峰 |
| プロデューサー                | 上野勇介、宮城惣次           | 伊藤悠公、小澤文啓           | 伊藤悠公、小澤文啓           |
| アニメーション プロデューサー | 佐藤博明                     | 佐藤博明                     | 佐藤博明                     |
| アニメーション制作            | Seven Arcs                   | Seven Arcs                   | Seven Arcs                   |
| 製作                          | トニカクカワイイ製作委員会   | トニカクカワイイ製作委員会   | トニカクカワイイ製作委員会   |

### 主題歌
「恋のうた（feat.由崎司）」
Yunomiによる第1期オープニングテーマ。作詞・作曲・編曲は全てYunomiが担当しており、フィーチャリングアーティストとして由崎司（鬼頭明里）が参加する。
「月と星空」
カノエラナによる第1期・「トニカクカワイイ ～制服～」エンディングテーマ。作詞・作曲・編曲はエンドウ.。
「Miracle Shopping〜ドン・キホーテのテーマ〜」
第1期第2話挿入曲。作詞・作曲・歌唱は田中マイミ。
「Tsukasa's♪ Kitchen」
由崎司（鬼頭明里）による「トニカクカワイイ ～制服～」オープニングテーマ。作詞はPA-NON、作曲はペロ・Kohei Yokono、編曲もKohei Yokono。
「刹那の誓い（feat.由崎司）」
Neko Hackerによる第2期オープニングテーマ。作詞・作曲・編曲は全てNeko Hackerが担当しており、フィーチャリングアーティストとして由崎司（鬼頭明里）が参加する。
「夜のかたすみ」
由崎司（鬼頭明里）による第2期エンディングテーマ。作詞・作曲・編曲はエンドウ.。
「plan」
早見沙織による女子高編オープニングテーマ。作詞・作曲・編曲はin the blue shirt。
「ぐるぐるライブ」
由崎司（鬼頭明里）による女子高編エンディングテーマ。作詞・作曲・編曲はChinozo。

### 各話リスト
| 話数   | サブタイトル       | 脚本     | 絵コンテ          | 演出              | 作画監督                                          | 総作画監督            | 初放送日       |       |       |       |       |       |       |       |       |       |       |       |       |       |       |       |       |       |
| 第1期  | 第1期              | 第1期    | 第1期             | 第1期             | 第1期                                             | 第1期                 | 第1期          | 第1期 | 第1期 | 第1期 | 第1期 | 第1期 | 第1期 | 第1期 | 第1期 | 第1期 | 第1期 | 第1期 | 第1期 | 第1期 | 第1期 | 第1期 | 第1期 | 第1期 |
| ------ | ------------------ | -------- | ----------------- | ----------------- | ------------------------------------------------- | --------------------- | -------------- | ----- | ----- | ----- | ----- | ----- | ----- | ----- | ----- | ----- | ----- | ----- | ----- | ----- | ----- | ----- | ----- | ----- |
| 第1話  | 結婚               | 兵頭一歩 | 博史池畠          | 真野玲            | 佐々木政勝                                        | -                     | 2020年 10月3日 |       |       |       |       |       |       |       |       |       |       |       |       |       |       |       |       |       |
| 第2話  | 初夜               | 兵頭一歩 | 博史池畠          | 所俊克            | たむらかずひこ Lee Se Jong Oh Seung Hun           | たむらかずひこ        | 10月10日       |       |       |       |       |       |       |       |       |       |       |       |       |       |       |       |       |       |
| 第3話  | 姉妹               | 兵頭一歩 | 宮澤努            | 瀬山康彦          | アルベルト・キエ 平田賢一 堀江由美 鞠野黄英       | -                     | 10月17日       |       |       |       |       |       |       |       |       |       |       |       |       |       |       |       |       |       |
| 第4話  | 約束               | 佐藤裕   | 八谷賢一          | 吉田俊司          | 成松義人 飯飼一幸 津熊健徳                        | -                     | 10月24日       |       |       |       |       |       |       |       |       |       |       |       |       |       |       |       |       |       |
| 第5話  | 指輪               | 雑破業   | 北井嘉樹          | 小野田雄亮        | 佐々木政勝                                        | -                     | 10月31日       |       |       |       |       |       |       |       |       |       |       |       |       |       |       |       |       |       |
| 第6話  | 報告               | 兵頭一歩 | 舛成孝二          | 深瀬重            | アルベルト・キエ 平田賢一 堀江由美 鞠野黄英       | -                     | 11月7日        |       |       |       |       |       |       |       |       |       |       |       |       |       |       |       |       |       |
| 第7話  | 旅行               | 佐藤裕   | 博史池畠          | 安東大瑛          | 佐藤和巳 近藤瑠衣                                 | -                     | 11月14日       |       |       |       |       |       |       |       |       |       |       |       |       |       |       |       |       |       |
| 第8話  | 親子               | 佐藤裕   | 博史池畠          | 真野玲            | 佐々木政勝                                        | -                     | 11月21日       |       |       |       |       |       |       |       |       |       |       |       |       |       |       |       |       |       |
| 第9話  | 日常               | 兵頭一歩 | 所俊克            | 所俊克            | Lee Se Jong Oh Seung Hun                          | たむらかずひこ        | 11月28日       |       |       |       |       |       |       |       |       |       |       |       |       |       |       |       |       |       |
| 第10話 | 家路               | 兵頭一歩 | 吉田英俊          | 加藤顕            | 櫻井拓郎 坪田慎太郎 相音光 岩崎亮 林信秀 岩崎令奈 | -                     | 12月5日        |       |       |       |       |       |       |       |       |       |       |       |       |       |       |       |       |       |
| 第11話 | 友人               | 佐藤裕   | 八谷賢一          | 吉田俊司          | 酒井KEI 成松義人 田之上慎 門智昭                  | 西田美弥子            | 12月12日       |       |       |       |       |       |       |       |       |       |       |       |       |       |       |       |       |       |
| 第12話 | 夫婦               | 兵頭一歩 | 博史池畠          | 深瀬重            | 佐々木政勝                                        | -                     | 12月19日       |       |       |       |       |       |       |       |       |       |       |       |       |       |       |       |       |       |
| 第13話 | SNS                | 兵頭一歩 | 博史池畠          | 高田昌豊          | 佐々木政勝                                        | -                     | -              |       |       |       |       |       |       |       |       |       |       |       |       |       |       |       |       |       |
| 第2期  |                    |          |                   |                   |                                                   |                       |                |       |       |       |       |       |       |       |       |       |       |       |       |       |       |       |       |       |
| 第1話  | All because of you | 兵頭一歩 | 岩畑剛一          | 福元しんいち      | 佐々木政勝                                        | -                     | 2023年 4月8日  |       |       |       |       |       |       |       |       |       |       |       |       |       |       |       |       |       |
| 第2話  | 幸せについて       | 兵頭一歩 | 博史池畠 須藤典彦 | 鎌田祐輔          | 佐々木政勝                                        | -                     | 4月15日        |       |       |       |       |       |       |       |       |       |       |       |       |       |       |       |       |       |
| 第3話  | 花火が消える前に   | 佐藤裕   | 須藤典彦          | 須藤典彦 田中美典 | 佐々木政勝                                        | -                     | 4月22日        |       |       |       |       |       |       |       |       |       |       |       |       |       |       |       |       |       |
| 第4話  | キスする場所       | 村越繁   | 大河原晴男        | 小野田雄亮        | 中谷藍 徳倉栄一                                   | 井戸田あかね          | 4月29日        |       |       |       |       |       |       |       |       |       |       |       |       |       |       |       |       |       |
| 第5話  | わくわく温泉名人   | 兵頭一歩 | 永居慎平          | まついひとゆき    | 平田賢一                                          | -                     | 5月6日         |       |       |       |       |       |       |       |       |       |       |       |       |       |       |       |       |       |
| 第6話  | 月影の下で         | 佐藤裕   | 須藤典彦          | 須藤典彦 田中美典 | 河本美代子 久松沙紀 飯嶋友里恵                    | 西田美弥子            | 5月13日        |       |       |       |       |       |       |       |       |       |       |       |       |       |       |       |       |       |
| 第7話  | 広がる世界         | 村越繁   | 金澤洪充          | 鎌田祐輔          | 堀江由美 奥田泰弘                                 | 井戸田あかね 奥田泰弘 | 5月20日        |       |       |       |       |       |       |       |       |       |       |       |       |       |       |       |       |       |
| 第8話  | 嫌じゃない嫌       | 佐藤裕   | 小森秀人          | 田中貴大          | 新垣一成 西田美弥子 河本美代子 Han seung hui      | -                     | 5月27日        |       |       |       |       |       |       |       |       |       |       |       |       |       |       |       |       |       |
| 第9話  | 夏の日             | 村越繁   | 岩畑剛一          | まついひとゆき    | 佐々木政勝                                        | -                     | 6月3日         |       |       |       |       |       |       |       |       |       |       |       |       |       |       |       |       |       |
| 第10話 | ありがとう         | 兵頭一歩 | 永居慎平          | 小野田雄亮        | 中谷藍 徳倉栄一 半扇門 Rad Plus                   | -                     | 6月10日        |       |       |       |       |       |       |       |       |       |       |       |       |       |       |       |       |       |
| 第11話 | 月が輝く夜に       | 兵頭一歩 | 小森秀人          | まついひとゆき    | Han seung hui 平原みなみ                          | 井戸田あかね          | 6月17日        |       |       |       |       |       |       |       |       |       |       |       |       |       |       |       |       |       |
| 第12話 | 幾星霜の果ての果て | 兵頭一歩 | 岩畑剛一          | 須藤典彦 田中美典 | 三橋美枝子 堀江由美 西田美弥子 平田賢一           | 西田美弥子            | 6月24日        |       |       |       |       |       |       |       |       |       |       |       |       |       |       |       |       |       |

| 話数  | サブタイトル       | 脚本     | 絵コンテ | 演出                  | 作画監督                     | 総作画監督   | 配信日         |
| ----- | ------------------ | -------- | -------- | --------------------- | ---------------------------- | ------------ | -------------- |
| 第1話 | 月と星の数式       | 村越繁   | 宮澤努   | 朝日菜穂子 青木香奈枝 | 木下由衣                     | 木下由衣     | 2023年 7月12日 |
| 第2話 | 先生の日常         | 兵頭一歩 | 須藤典彦 | 須藤典彦 田中美典     | 堀江由美 服部益実 西田美弥子 | 井戸田あかね | 7月26日        |
| 第3話 | 恋はたいてい難しい | 佐藤裕   | 井出安軌 | 鎌田祐輔              | 韓承熙 平原みなみ            | -            | 8月9日         |
| 第4話 | 千の夜を超えて     | 兵頭一歩 | 宮澤努   | 須藤典彦 田中美典     | 佐々木政勝                   | -            | 8月23日        |

### 放送局
| 放送期間                 | 放送時間                     | 放送局     | 対象地域   | 備考                                 |
| ------------------------ | ---------------------------- | ---------- | ---------- | ------------------------------------ |
| 2020年10月3日 - 12月19日 | 土曜 1:05 - 1:35（金曜深夜） | TOKYO MX   | 東京都     |                                      |
| 2020年10月6日 - 12月22日 | 火曜 2:29 - 2:59（月曜深夜） | 読売テレビ | 近畿広域圏 | 『MANPA』第2部                       |
|                          | 火曜 23:30 - 水曜 0:00       | BS日テレ   | 日本全域   | BS/BS4K放送 / 『アニメにむちゅ〜』枠 |
| 2020年10月9日 - 12月25日 | 金曜 22:00 - 22:30           | AT-X       | 日本全域   | CS放送 / リピート放送あり            |

| 配信開始日    | 更新時間                     | 配信サイト |
| ------------- | ---------------------------- | --- |
| 2020年10月3日 | 土曜 1:05 - 1:35（金曜深夜） | ABEMA |
| 2020年10月7日 | 水曜 12:00 更新              | dアニメストア U-NEXT dTV FOD アニメ放題 Amazon Prime Video ビデオマーケット DMM.com music.jp GYAO!ストア クランクイン！ビデオ バンダイチャンネル J:COMオンデマンド milplus イッツコムオンデマンド TELASA Google Play Rakuten TV |

| 放送期間               | 放送時間                     | 放送局   | 対象地域 | 備考                                 |
| ---------------------- | ---------------------------- | -------- | -------- | ------------------------------------ |
| 2023年4月8日 - 6月24日 | 土曜 1:05 - 1:35（金曜深夜） | TOKYO MX | 東京都   |                                      |
|                        | 土曜 1:30 - 2:00（金曜深夜） | BS11     | 日本全域 | BS放送 / 『ANIME+』枠                |
| 2023年4月9日 - 6月25日 | 日曜 21:00 - 21:30           | AT-X     | 日本全域 | CS放送 / 字幕放送 / リピート放送あり |

| 配信開始日    | 更新時間        | 配信サイト |
| ------------- | --------------- | --- |
| 2023年4月8日  | 土曜 12:00 更新 | dアニメストア U-NEXT アニメ放題 |
| 2023年4月11日 | 火曜 12:00 更新 | ABEMAプレミアム Hulu FOD メガパック みるプラス DMM TV Amazon Prime Video ビデオマーケット music.jp Google Play クランクイン！ビデオ バンダイチャンネル J:COMオンデマンド イッツコムオンデマンド TELASA |

| 配信開始日    | 更新時間                       | 配信サイト                                                                                       | 課金       |
| ------------- | ------------------------------ | ------------------------------------------------------------------------------------------------ | ---------- |
| 2023年7月12日 | 隔週水曜 12:00 更新            | dアニメストア U-NEXT アニメ放題                                                                  | 定額見放題 |
| 2023年7月15日 | 隔週土曜 12:00 更新            | ABEMAプレミアム hulu FOD DMM TV                                                                  | 定額見放題 |
|               |                                | Amazon Prime Video Google Play ビデオマーケット music.jp クランクイン！ビデオ バンダイチャンネル | 都度課金   |
| 2023年7月16日 | 隔週日曜 0:00（土曜深夜） 更新 | J:COMオンデマンド イッツコムオンデマンド TELASA milplus                                          | 都度課金   |

| 放送期間       | 放送時間           | 放送局 | 対象地域 | 備考                                 |
| -------------- | ------------------ | ------ | -------- | ------------------------------------ |
| 2023年8月2日 - | 水曜 22:30 - 23:00 | AT-X   | 日本全域 | CS放送 / 字幕放送 / リピート放送あり |

### BD
| 巻  | 発売日                | 収録話         | 規格品番  |
| --- | --------------------- | -------------- | --------- |
| BOX | 2021年3月22日（大安） | 第1話 - 第12話 | KWXA-2574 |

| 巻 | 発売日                | 収録話 | 規格品番  |
| -- | --------------------- | ------ | --------- |
| -  | 2021年8月18日（大安） | 全1話  | KWXA-2604 |

| 巻  | 発売日               | 収録話                                   | 規格品番  |
| --- | -------------------- | ---------------------------------------- | --------- |
| BOX | 2023年9月1日（大安） | 第1話 - 第12話 トニカクカワイイ 〜制服〜 | KWXA-2920 |

| 巻  | 発売日                | 収録話        | 規格品番  |
| --- | --------------------- | ------------- | --------- |
| BOX | 2023年12月8日（大安） | 第1話 - 第4話 | KWXA-2962 |

### Webラジオ
由崎司役の鬼頭明里と由崎星空役の榎木淳弥による『TVアニメ「トニカクカワイイ」司と星空のカワイイ&尊い新婚ラジオ略してトニラジ！』が音泉にて2020年10月25日より不定期配信された。